# Bjambasürengijn Bat-Erdene
Bjambasürengijn Bat-Erdene (mong. Бямбасүрэнгийн Бат-Эрдэнэ; ur. 12 lipca 1999) – mongolski zapaśnik walczący w stylu wolnym. Olimpijczyk z Paryża 2024, gdzie zajął dwunaste miejsce w kategorii do 86 kg. 
Zajął siódme miejsce na mistrzostwach świata w 2023 roku. 
Piąty na igrzyskach azjatyckich w 2022. Siódmy na mistrzostwach Azji w 2023. Szósty w Pucharze Świata w 2019. Trzeci na MŚ juniorów w 2018 roku.